# Quebrada Vítor
Quebrada Vítor är ett periodiskt vattendrag i Chile.   Det ligger i regionen Región de Arica y Parinacota, i den norra delen av landet, 1 600 km norr om huvudstaden Santiago de Chile.
Omgivningen kring Quebrada Vítor är ofruktbar med liten eller ingen växtlighet. Området är ganska glesbefolkat, med 47 invånare per kvadratkilometer.